# Одирці
О́дирці (болг. Одърци) — село в Добрицькій області Болгарії. Входить до складу общини Добричка.

## Населення
За даними перепису населення 2011 року у селі проживала 621 особа.
Національний склад населення села:
| Національність   | Кількість осіб | Відсоток |
| ---------------- | -------------- | -------- |
| болгари          | 369            | 63,2%    |
| інша             | 204            | 34,9%    |
| Всього відповіли | 584            |          |

Розподіл населення за віком у 2011 році:
Динаміка населення: